# Julian Reid
Julian Chiagoziem Reid (Kingston, Jamaica, 23 september 1988) is een uit Jamaica afkomstige Britse atleet, die zich heeft toegelegd op het verspringen en hink-stap-springen. Hij komt sinds 2011 uit voor Groot-Brittannië.

## Loopbaan
Reid, die in 2007 zijn high school-opleiding in Jamaica afrondde, studeerde vervolgens in de Verenigde Staten aan de Texas A&M-universiteit, waar hij ook zijn eerste atletieksuccessen boekte. Nog in 2007 was hij juniorkampioen verspringen geworden op de CARIFTA Games. In de volgende jaren bleek hij een waardevolle atleet voor het universiteitsteam van de A&M-universiteit en scoorde hij verschillende goede resultaten in de NCAA-competitie.
In 2008 veroverde Reid zijn eerste nationale titels; hij werd Jamaicaans kampioen verspringen en hink-stap-springen, maar dit leidde niet tot uitzending naar de Olympische Spelen in Peking. Bij de Centraal-Amerikaanse en Caribische kampioenschappen van dat jaar viel hij bij het verspringen met een vierde plaats net buiten de medailles.

Een jaar later, na een tweede nationale titel bij het hink-stap-springen, werd Reid wel goed genoeg bevonden om Jamaica te vertegenwoordigen op de wereldkampioenschappen in Berlijn, maar daar wist hij zich niet te kwalificeren voor de finale.
Na zijn studie aan de A&M-universiteit vestigde Julian Reid zich in Groot-Brittannië en na zich in 2011 te hebben laten naturaliseren, kwam hij voortaan uit voor zijn tweede vaderland. Dit leverde de nieuwbakken Brit nog in dat jaar op de universiade in Shenzhen met een sprong van 7,96 m een bronzen plak op bij het verspringen, terwijl hij bij het hink-stap-springen met 16,61 op de vijfde plaats eindigde.
In 2012 wist hij op de Europese kampioenschappen in Helsinki echter weer niet tot de finale door te dringen en op de Olympische Spelen in Londen was hij er opnieuw niet bij.

## Titels
- Jamaicaans kampioen verspringen – 2008, 2009
- Jamaicaans kampioen hink-stap-springen – 2008
- Brits kampioen verspringen - 2011
- Brits kampioen hink-stap-springen - 2013, 2014, 2015
- CARIFTA Games juniorenkampioen verspringen - 2007

## Persoonlijke records
Outdoor
| Onderdeel          | Prestatie          | Datum            | Plaats       |
| ------------------ | ------------------ | ---------------- | ------------ |
| 100 m              | 11,05 s (+0,1 m/s) | 2 april 2011     | Baton Rouge  |
| hoogspringen       | 2,10 m             | 17 februari 2007 | Kingston     |
| verspringen        | 8,08 m (+0,7 m/s)  | 25 juni 2011     | Kingston     |
| hink-stap-springen | 16,98 m (+1,4 m/s) | 13 juni 2009     | Fayetteville |

Indoor
| Onderdeel          | Prestatie | Datum            | Plaats          |
| ------------------ | --------- | ---------------- | --------------- |
| hoogspringen       | 2,00 m    | 13 februari 2009 | College Station |
| verspringen        | 7,92 m    | 14 maart 2008    | Fayetteville    |
| hink-stap-springen | 16,87 m   | 8 februari 2014  | Sheffield       |

## Palmares

### verspringen
- 2005: 18e in kwal. WK U18 - 6,41 m
- 2007:  CARIFTA Games U20 – 7,39 m
- 2007:  Pan-Amerikaanse kamp. U20 – 7,55 m
- 2008: 4e Centraal-Amerikaanse en Caribische kamp. – 7,76 m
- 2011:  Britse kamp. - 8,06 m
- 2011:  Universiade – 7,96 m
- 2012: 21e in kwal. EK – 7,73 m
- 2013: 5e Flame Games te Amsterdam – 7,52 m
- 2015:  Britse kamp. - 7,88 m

### hink-stap-springen
- 2009: 14e in kwal. WK – 16,49 m
- 2011:  Britse kamp. - 16,53 m
- 2011: 5e Universiade – 16,61 m
- 2013:  Britse kamp. - 16,79 m
- 2014:  Britse kamp. - 16,82 m
- 2015:  Britse kamp. - 16,95 m
- 2016:  Britse kamp. - 16,45 m
- 2016:  EK - 16,76 m
- 2018:  Britse kamp. - 16,70 m (RW)